# Ortònix de Nova Guinea
L'ortònix de Nova Guinea (Orthonyx novaeguineae) és una espècie d'ocell de la família dels ortoníquids (Orthonychidae).

## Hàbitat i distribució
Viu al terra de la selva humida, localment a Nova Guinea